# Монастырь Хайденфельд
Монастырь Хайденфельд (нем. Kloster Heidenfeld) — бывший мужской августинский монастырь, располагавшийся на территории баварской деревни Хайденфельд недалеко от Швайнфурта (Нижняя Франкония); обитель была основана в XI веке и распущена в период секуляризации в Баварии — в 1803 году; сегодня его барочные здания занимают монахини из Конгрегации Дочерей Спасителя.

## История и описание
В 1069 году графиня Альберада фон Швайнфурт и ее муж граф Герман фон Габсберг-Кастль пожертвовали одну из своих усадеб для строительства монастыря. Епископ Вюрцбургский Адальберо, дядя Альберады, в 1071 году передал имение августинским каноникам, которые тогда в основном занимались пастырской деятельность в более чем двух десятках местных приходов. Первым пробстом стал монах Отто, прибывший их Пассау.
Современные данные о средневековой истории монастыря крайне фрагментарны: известно лишь, что епископ Рудольф II фон Шеренберг реформировал полуразрушенный монастырь в 1469 году и присоединил его к конгрегации Виндсхайма — «Windesheimer Kongregation der lateranensischen Chorherren». Во время Крестьянских войн в Германии, в 1525 году, а затем и во время Второй маркграфской войны 1553—1554 годов монастырь был (дважды) полностью разрушен — но оба раз восстановлен канониками.
В середине Тридцатилетней войны, в 1628 году, при пробсте Андреасе Роте был обновлен неф средневекового храма и возведены две башни-колокольни: продвижение шведских войск в регионе в 1630 году положило конец данному расширению. В церкви в 1632 году был похоронен католический священник Либорий Вагнер (Liborius Wagner), причисленный к лику блаженных в 1974 году. Только во времена руководства обителью пробста Андреаса IV Дайхмана, с 1644 по 1673 год, монастырь полноценно восстановился после серии войн и разорений: был приобретён целый ряд новых территорий, в основном — в окрестностях монастыря. Связанный с этим экономический рост позволил до конца XVIII века почти полностью обновить монастырские постройки и церковь: архитектор Иоганн Бальтазар Нойманн представил в 1723—1733 годах свои планы по перестройки монастыря в стиле барокко; обитель Хайденфельд является характерным примером «ноймановской архитектуры» середины 1720-х годов. С 1783 года началась перестройка коллегиальной церкви придворным художником Майнцем Иосифом Игнасом Аппиани, который украсил церковь потолочными фресками с изображением сцен из жизни Святого Маврикия, и придворным мастером Матерно Босси, создавшего классическими лепные украшениями.
Монастырь был распущен в ходе секуляризации 1803 года: его здания были проданы в 1805 году графу Тюркгейму, который снес коллегиальную церковь. С 1807 по 1901 год бароны Бодек-Эльгау являлись владельцами оставшихся монастырских построек. Предположительно, книжные шкафы из монастырских кабинетов были проданы в США. В 1901 году при посредничестве будущего кардинала Михаэля фон Фольхабера (1869—1952), комплект заняли монахини из Конгрегации Дочерей Спасителя (CSR). В 1935 году на месте разрушенной церкви было построено новое южное крыло — с часовней и алтарем в стиле барокко. Монастырь служил как санаторием, так и домом для престарелых членов общины: в 1975 году было построено дополнительное здание.